# 니코바르긴가락박쥐
니코바르긴가락박쥐 또는 작은긴가락박쥐(Miniopterus pusillus)는 긴가락박쥐과에 속하는 박쥐의 일종이다. 방글라데시와 부탄, 인도, 인도네시아, 라오스, 말레이시아, 네팔, 필리핀, 태국 그리고 베트남에서 발견된다.

## 특징
작은 박쥐로 몸통 길이는 45~48mm이고 전완장은 39.6~43mm, 꼬리 길이는 40.1~44.1mm이다. 발 길이는 7~8mm, 귀 길이는 10~11mm이고 몸무게는 최대 10g이다. 털 색은 대체로 거무스레하거나 짙은 갈색이고 몸 곳곳에 불규칙적인 적갈색 반점이 나타난다.

## 생태
동굴 안쪽 가장 어두운 곳과 기타 유사한 환경에서 수컷 한 마리에 암컷 1~6마리씩 무리를 지어 은신한다. 암컷은 군거 생활을 하는 경향이 있지만 수컷은 독거 생활을 한다. 시냇가와 강을 포함한 앞이 트인 공간에서 날아다니는 곤충을 포획하여 먹는다. 약 4.5~5개월 동안의 임신 기간 이후 한 번에 한 마리의 새끼를 낳는다.

## 분포 및 서식지
네팔 서부와 인도 카르나타카주, 타밀나두주, 니코바르 제도 카찰섬, 중국 광둥성과 하이난섬, 홍콩, 미얀마 남부, 태국, 베트남, 라오스, 캄보디아 북부, 자와섬, 술라웨시섬, 티모르섬, 암본섬, 스람섬, 말루쿠 제도 바칸섬, 카이제도에 널리 분포한다.